# アラウンド・ザ・ファー
『アラウンド・ザ・ファー』（Around the Fur）は、アメリカのオルタナティヴ・メタル・バンド、デフトーンズのセカンド・アルバム。1997年10月28日発売。

## 概要
前作と同じくプロデュースはテリー・デイトによるもの。現在正式メンバーとして在籍するフランク・デルガドが最初に参加したアルバム。収録曲「ヘッドアップ」にてブラジルのヘヴィメタル・バンド、ソウルフライのボーカリストであるマックス・カヴァレラが参加している。
アルバムはビルボード29位を記録し、発売1週目にして43,000枚を売り上げるなど、バンドはオルタナティヴ・メタル・シーンにおいて注目されるようになる。

## 収録曲
全曲デフトーンズによる作詞作曲
1. マイ・オウン・サマー (シャヴ・イット) - "My Own Summer (Shove It)" - 3:35
2. ラビア - "Lhabia" - 4:11
3. マスカラ - "Mascara" - 4:29
4. アラウンド・ザ・ファー - "Around the Fur" - 3:31
5. リケッツ - "Rickets" - 2:42
6. ビー・クワイエット・アンド・ドライヴ (ファー・アウェイ) - "Be Quiet and Drive (Far Away)" - 5:08
7. ローション - "Lotion" - 3:57
8. ダイ・ザ・フル - "Dai the Flu" - 3:25
9. ヘッドアップ - "Headup" - 5:12
10. "MX" - 37:19（隠しトラック）

※「MX」自体は4:52で終了。アルバムのCD版とデジタル版では、その後に27分21秒間の無音の間に区切られた2つの隠しトラック「Bong Hit」と「Damone」が続く。14分40秒の無音の後、「Bong Hit」（19分32秒–19分55秒）が始まる。さらに12分41秒の無音の後、「Damone」（32分36秒–37分19秒）でアルバムは終了する。アルバムのアナログ盤では、どちらの隠しトラックもフィーチャーされておらず、アルバムは「MX」の後に終了する。

## 参加ミュージシャン
- チノ・モレノ - ボーカル
- ステファン・カーペンター - ギター
- チ・チェン - ドラムス、コーラス
- エイブ・カニンガム - ドラムス

### アディショナル・ミュージシャン
- フランク・デルガド - オーディオ・エフェクト (#1, #4, #8~10)
- マックス・カヴァレラ - ボーカル、ギター (#9)
- アナリン・カニンガム - ボーカル (#9)